# Лоуренс Тіш
Лоуренс Алан Тіш (англ. Laurence Alan Tisch; 5 березня 1923 — 15 листопада 2003) — американський бізнесмен, інвестор і мільярдер. Він був генеральним директором телевізійної мережі CBS з 1986 по 1995 роки . Разом зі братом Бобом Тішем він був частковим власником Loews Corporation.

## Юність
Тіш народився 5 березня 1923 року в Брукліні, штат Нью-Йорк, у сім'ї єврейського походження Саді (уроджена Бреннер) і Ела Тішів. Батьки його батька емігрували з України, а батьки матері — з Польщі. Його батько, колишній баскетболіст Міського університету Нью-Йорка, володів швейною фабрикою, а також двома літніми таборами, які дружина допомагала йому утримувати.

## Освіта та початок кар'єри
Він закінчив Університет Нью-Йорка, коли йому було всього 18 років, а у віці 20 років отримав ступінь магістра бізнес-адміністрування (MBA) у Вортонській школі бізнесу у галузі промислового менеджменту. У 1946 році він зробив свою першу інвестицію, придбавши зимовий курорт на 300 номерів у Лейквуді, штат Нью-Джерсі, вклавши 125 000 доларів США (приблизно еквівалентно 1,5 млн долара США у цінах 2012 року). Через два роки його брат Боб приєднався до нього в бізнесі: Ларрі займався фінансовими питаннями, а Боб — загальним керівництвом.
Їхній перший готель був дуже успішним, і протягом наступного десятиліття брати Тіш купили декілька готелів в Атлантик-Сіті та горах Катскілл.

## Loews
У 1960 році, використовуючи доходи від своєї готельної імперії, Тіш отримали контроль над Loews Theaters, однією з найбільших мереж кінотеатрів того часу. У Loews їх привабили базові активи нерухомості, які, на їхню думку, були недооцінені. Вони мали рацію в цьому припущенні та пізніше знесли багато розташованих у центрі старих театрів, щоб побудувати квартири та готелі, та отримали мільйонні прибутки.
Невдовзі брати диверсифікували бізнес, успішно проникаючи в різні сфери. У 1968 році Loews придбала Lorillard, 5-ту за величиною тютюнову компанію в Сполучених Штатах на той час, якій належали популярні бренди Kent, Newport і True. У 1974 році вони придбали контрольний пакет акцій майже збанкрутілої страхової компанії CNA Financial Corporation. Це теж була дуже успішна інвестиція, і через кілька років компанія отримала кредитний рейтинг A+. Вони також придбали Bulova Watch Company, що займалася виробництвом годинників та аксесуарів.
Завдяки придбанням Тіш перетворили Loews' на високоприбутковий конгломерат (з 14 готелями, 67 кінотеатрами, CNA Financial, Bulova та Lorillard), доходи якого зросли зі 100 мільйонів дол у 1970 році до понад 3 мільярдів дол у 1980 р.
У 2002 році, за рік до смерті Лоуренса Тіша, дохід корпорації перевищував 17 мільярдів дол і активів понад 70 мільярдів дол.

## CBS
У 1986 році компанія CBS Inc. була об'єктом кількох спроб ворожого поглинання такими особами, як Тед Тернер, Марвін Девіс та Іван Боескі. CBS запросила Тіша інвестувати в компанію, щоб допомогти зупинити вороже поглинання. Тіш витратив 750 мільйонів дол. за 24,9 % акцій CBS і місце в раді директорів. Пізніше, за підтримки патріарха компанії Вільяма С. Пейлі, він був призначений президентом і генеральним директором компанії.
Епоха Тіша в CBS ознаменувалася невпинним скороченням витрат: Тіш звільнив 230 із 1200 співробітників і скоротив 30 мільйонів доларів із бюджету відділу новин. CBS позбавилася активів, не пов'язаних із трансляцією. У 1986 році він продав книжкове видавництво «Holt, Rinehart and Winston» Гаркорту Брейсу Йовановичу за 500 млн доларів; у 1987 році він продав підрозділ журналу CBS Diamandis Communications; а також у 1987 році він продав CBS Music Group, другу за величиною звукозаписну компанію в світі на той час, компанії Sony за 2 мільярди дол. Westinghouse Electric придбала CBS у 1995 році за приблизно 5,4 мільярдів дол, з яких володіння Тіша принесло йому 2 мільярди дол. Незважаючи на те, що десятиріччя роботи Тіша в CBS ознаменувалося щорічним збільшенням вартості акцій на 15 %, CBS залишилася на третьому місці серед трьох великих національних телевізійних мереж. Тіша критикували за те, що він не розуміє телевізійного бізнесу, не диверсифікував бізнес після продажу своїх активів, не пов'язаних із телемовленням, а також низьку ефективність CBS порівняно з аналогами.

## Філантропія

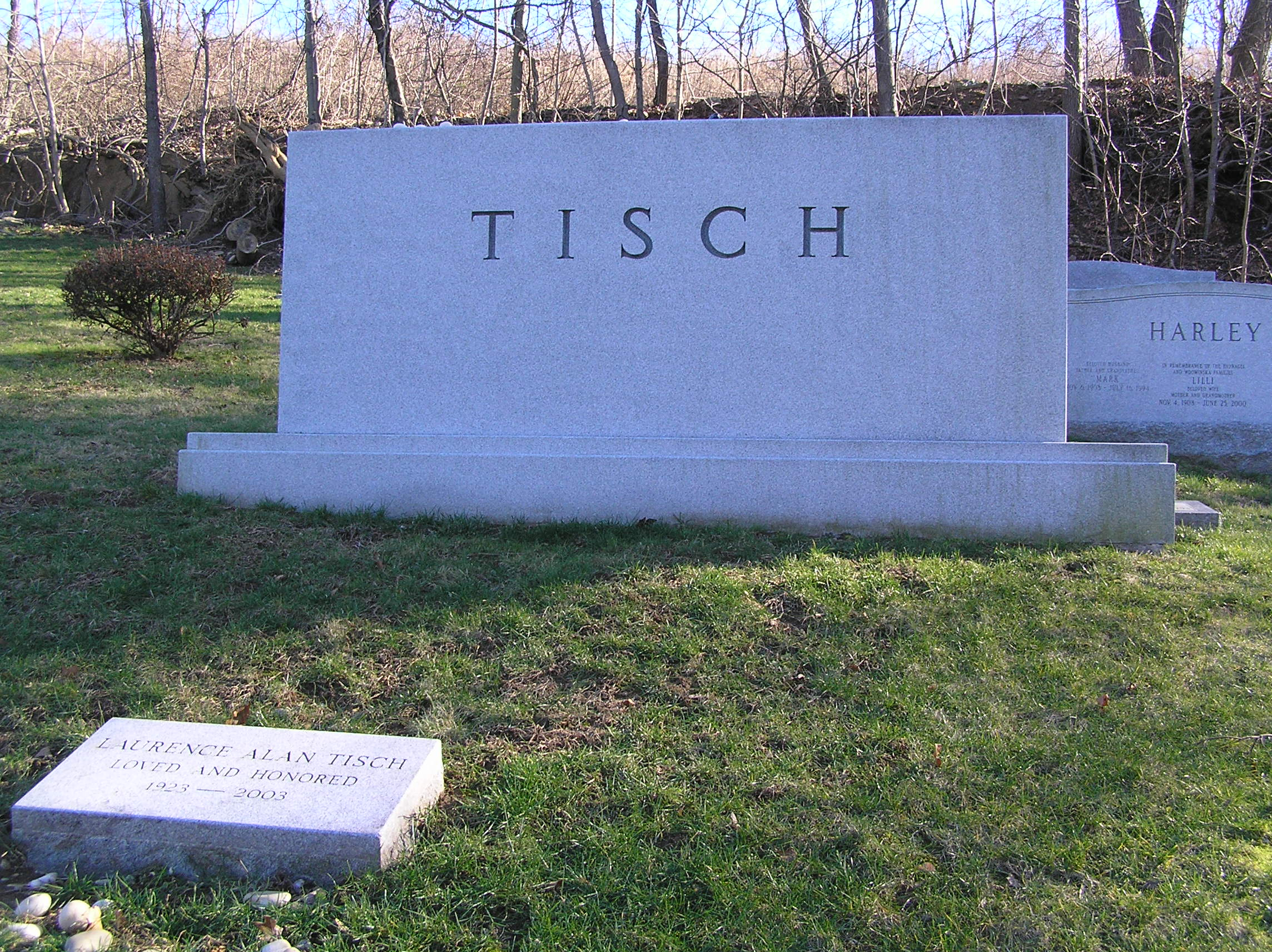
Могила Лоуренса Тіша на кладовищі Вестчестер Гіллз

Тіш зробив великі пожертви Метрополітен-музею, Нью-Йоркському університету, медичному центру Нью-Йоркського університету та Товариству охорони дикої природи. За 4,5 млн доларів побудував дитячий зоопарк Тіша в Центральному парку.
З 1978 по 1998 роки Лоуренс Тіш обіймав посаду голови опікунської ради Нью-Йоркського університету. Тіш також був президентом Об'єднаного єврейського звернення Нью-Йорка.
Школа мистецтв Тіша при Нью-Йоркському університеті названа на честь нього та його брата Боба, які пожертвували кошти, необхідні для купівлі будівлі для школи. Крім того, є Tisch Hall у Школі бізнесу Стерна та лікарня Tisch у медичному центрі Нью-Йоркського університету.
Професура історії та економіки в Гарвардському університеті названа на його честь на знак визнання його філантропії до школи. Дійсний професор Лоуренса А. Тіша — Ніалл Фергюсон, шотландський історик економіки .

## Сім'я
Тіш одружився з Вільмою «Біллі» Штейн у 1948 році; у них народилося четверо синів:
- Ендрю Тіш
- Деніел Тіш — керує сімейним фондом Mentor Partners і є членом правління Нью-Йоркського університету .[12] Він є батьком Девіда Тіша.[13]
- Джеймс С. Тіш
- Томас Йона Тіш — працює партнером у FLF Associates, приватній інвестиційній групі в Нью-Йорку.[14]

Усі четверо хлопців навчалися у Саффілдській академії у Саффілді, штат Коннектикут.

## Смерть
Лоуренс Тіш помер від гастроезофагеального раку у віці 80 років у 2003 році. Його поховали на цвинтарі Вестчестер-Гіллз у Гастінгс-он-Гудзон, Нью-Йорк.